# Mad Nurse
Mad Nurse è un videogioco a piattaforme pubblicato nel 1986 per Commodore 64 e nel 1987 per ZX Spectrum dalla Firebird, nella linea Silver a basso costo. Ha per protagonista un'infermiera impegnata a recuperare i neonati vaganti prima che abbiano qualche terribile incidente.
Secondo quanto racconta Simon Pick, autore della versione originale per C64, il gioco ebbe qualche problema di pubblicazione poiché fare del male agli infanti è di cattivo gusto, sebbene la grafica sia caricaturale. La Firebird inizialmente rifiutò di pubblicarlo, finché non assunsero un nuovo responsabile sviluppo che invece accettò, e un paio di catene di negozi rifiutarono di venderlo.

## Modalità di gioco
Mad Nurse si svolge in dei livelli ambientati in un reparto d'ospedale composto da tre piani, mostrati in sezione laterale a schermata fissa, collegati da un ascensore sul lato destro. Dalle porte su quello sinistro arrivano i neonati, che vagano casualmente sui piani gattonando o facendo piccoli passetti. Il giocatore controllando l'infermiera deve tenere loro lontano dai pericoli, prendendoli in braccio uno alla volta e depositandoli dentro le culle. Su ciascun piano possono esserci da zero a tre culle, in tre posizioni equamente spaziate. Gli infanti possono anche saltare fuori da una culla e tornare in gioco; più ne vengono depositati nella stessa culla, più c'è il rischio che escano.
I pericoli che questi non devono raggiungere, altrimenti vengono eliminati, sono le prese della corrente, le bottiglie di medicinale e la tromba dell'ascensore. Le prese possono essere presenti o meno su ogni piano, in posizioni spaziate come le culle. Le bottiglie invece compaiono ogni tanto in modo casuale sul pavimento, ma possono essere raccolte e sbarazzate dall'infermiera.
Il giocatore ha una propria scorta limitata di "gas stordente"; ogni volta che lo utilizza, tutti i bimbi si immobilizzano e restano fuori pericolo per qualche secondo.
Per ogni tre neonati vittime di incidenti l'infermiera viene licenziata, determinando la perdita di una vita, e si continua con una nuova delle cinque a disposizione. Per completare un livello ne bisogna depositare un certo numero. Tra un livello e l'altro varia solo la disposizione dell'arredamento e aumenta la quantità di infanti; il titolo infatti è stato a volte giudicato ripetitivo.

## Colonna sonora
I due brani di musica classica arrangiati a 8 bit ascoltabili in Mad Nurse sono la "Friska" della Rapsodia ungherese n. 2 di Franz Liszt, e la Ninna nanna di Johannes Brahms.